# Аткинсон, Мэрилин
Мэрилин Венди Аткинсон (англ. Marilyn Wendy Atkinson; род. 18 февраля 1943, Ванкувер, Британская Колумбия, Канада) — канадский бизнес-тренер и писатель. Основатель и президент компании «Эриксон коучинг Инт.». Училась у Милтона Эриксона, в честь которого назвала свою кампанию.
Долгие годы занимается разработкой программ обучения бизнес-тренеров, многие из которых были аккредитованы Международной федерацией бизнес-тренеров (ICF). Психолог по образованию, Аткинсон также является специалистом по нейролингвистическому программированию (НЛП). В середине 1990-х годов разработала обучающую программу для бизнес-тренеров, получившую широкое признание крупных компаниях, таких как SAP, «Мерседес-Бенц», «Америкэн Экспресс», Канада пост, Оксидентал Петролеум и Сбербанк. Излагает свой подход к бизнес-треннингу по всему миру, включая Европу, Азию и Россию. Эриксоновская техника подготовки бизнес-тренеров аккредитована Международной Федерацией бизнес тренеров и применяется в 85 странах мира.

## Биография
Родилась в Ванкувере 18 февраля 1943 года. В возрасте 13 лет написала письмо философу Бертрану Расселу и получила ответ, вдохновивший ее на продолжение образования.
В ноябре 1965 года окончила Университет Саскачевана получив бакалавра гуманитарных наук по социологии (с отличием) и была удостоена премии университета. Через три года там же получила магистра в области клинической психологии, защитив диссертацию по теме «Этика щедрости и заёмно-ссудное поведение: исследование мотивации» (англ. Ethics of Generosity and Borrowing Lending Behavior: An Exploration Into Motivation).
В 1968 году была принята в члены Ассоциации психологов Британской Коллумбии в области образования и психология труда.
С 1970 по 1980 годы продолжила обучение, изучая метод гештальт-тренинга у Фрица Перлз, а также прошла четырехгодичное обучение первичной терапии; прошла двухлетний курс обучения по публичным выступлениям и разработке презентаций.
1980—1983 прошла курс для преподавателей по нейро-лингвистическому программированию в Калифорнийском университете в Санта-Крузе и получила сертификат преподавателя НЛП.

## Деятельность
В 1980 году учредила Канадский институт НЛП; проводила тренинги по НЛП, эриксоновскому гипнозу и психотерапии.
Методы Аткинсон основаны на межкультурных взаимодействиях и активизации саморазвития при подготовке бизнес-тренеров. За 35-летнюю карьеру Аткинсон по её программам обучалось более 45 тыс. тренеров в Северной Америке, Европе и Азии. Её программы были использованы для разработки принципиально новых подходов в образовании, социальной работе, а также в борьбе против алкоголизма и наркомании. Её работы по методу матричного мышления, внесли важный вклад в технику ускоренного обучения.
В 1990-х годах, под влиянием достижений известного полиглота Пауэлла Янулуса, вошедшего в книгу Гиннесса как человек, бегло говорящий на 42 языках, Аткинсон изучила его метод и написала книгу «Velocity Instant Fluency».

## Критика
Метод изучения языков, предлагаемый Аткинсон, вызвал противоречивые мнения; известны также скептические отзывы о её методах подготовки бизнес-тренеров.

## Личная жизнь
В 1961 году вышла замуж за Уильяма Госсена в браке с которым родилось двое детей — Кайли (род. 1963) и Пол (род. 1967) Госсены. В 1970 году супруги развелись. С 1981 по 1991 была замужем за Дэвидом Аткинсоном и в дальнейшем оставила себе его фамилию. С 2000 года замужем за Лоуренсом Макгиннисом.

## Сочинения
- Co-authored with Rae T. Chois the trilogy, The Art and Science of Coaching.
- Atkinson, Marilyn; Chois, Rae T. (2007). The Art and Science of Coaching: The Inner Dynamics of Transformational Conversations. Vancouver: Exalon Publishing. pp. 209 ISBN 978-0-9783704-4-2.
- Atkinson, Marilyn; Chois, Rae T. (2007). The Art and Science of Coaching: The Step-by-Step System to Transformational Conversations. Vancouver: Exalon Publishing. pp. 250 ISBN 978-0-9783704-5-9.
- Atkinson, Marilyn; Chois, Rae T. (2011). The Art and Science of Coaching: Process and Flow. Vancouver: Exalon Publishing. pp. 304 ISBN 978-0-9783704-6-6.
- Atkinson, Marilyn. (2013). Creating Transformational Metaphors. Vancouver: Exalon Publishing. pp. 161 ISBN 978-0-9783704-3-5.
- Atkinson, Marilyn. (2015).Do You Want To Play The World Game? ISBN 978-09783704-7-3
- Atkinson, Marilyn; Paul Gossen (2015).Velocity Instant Fluency ISBN 978-0978375515

### Переводы на русский язык
- Аткинсон М., Чойс Р. Т. Мастерство жизни: внутренняя динамика развития = The Art and Science of Coaching: The Inner Dynamics of Transformational Conversations / пер. с англ.. — М.: Альпина Паблишер, 2012. — 212 с. — (Трансформационный коучинг: наука и искусство). — ISBN 978-5-9614-1870-5.
- Аткинсон М., Чойс Р. Т. Достижение целей. Пошаговая система = The Art and Science of Coaching: The Step-by-Step System to Transformational Conversations / пер. с англ.. — М.: Альпина Паблишер, 2012. — 280 с. — (Трансформационный коучинг: наука и искусство). — ISBN 978-5-9614-1756-2.
- Аткинсон М. Жизнь в потоке: коучинг = Art & Science of Coaching Flow: The Core of Coaching / пер. с англ. И. Окунькова. — М.: Альпина Паблишер, 2013. — 328 с. — (Трансформационный коучинг: наука и искусство). — ISBN 978-5-9614-1968-9.
- Аткинсон М. Хотите ли вы сыграть в мировую игру? = Do You Want To Play The World Game? / пер. с англ. Е. Ратц. — М.: б. и., 2015. — 174 с. — 500 экз. — ISBN 978-5-716406-29-2.
- Аткинсон М. Путь к изменению. Трансформационные метафоры = Creating Transformational Metaphors / пер. с англ. М. Брандес. — М.: Альпина Паблишер, 2018. — 209 с. — ISBN 978-5-9614-6769-7.